# Francesco Bega
Francesco Bega (ur. 26 października 1974 w Mediolanie) – włoski piłkarz występujący na pozycji obrońcy.

## Kariera piłkarska
Francesco Bega jest wychowankiem Monzy. W Serie B zadebiutował 22 maja 1994, przeciwko Anconie. Potem jego zespół spadł do Serie C1. Na zaplecze włoskiej ekstraklasy Bega powrócił w 1999, kiedy grał w AlzanoCene. Następnie występował w Como i Triestinie.
W 2004 przeszedł do Cagliari Calcio. W Serie A zadebiutował 12 września 2004, w inauguracyjnym spotkaniu z Bologną. Pierwszą bramkę strzelił sezon później – przeciw US Palermo.
W 2006 trafił do Genoi, a dwa lata później podpisał kontrakt z Brescią. W 2010 wywalczył z tą drużyną awans do Serie A.